# Юновидов, Анатолий Михайлович
Анатолий Михайлович Юнови́дов (1898—1953) — конструктор эсминцев, лауреат Сталинской премии (1951).

## Биография
Родился в 1898 (по другим данным — 1902) году.
После окончания ЛПИ (1926) работал инженером Регистра СССР.
В 1928—1931 годах инженер-конструктор КБ Балтийского завода. В 1931—1936 годах в той же должности в Судопроекте.
С 1936 года в КБ Ленинградского судостроительного завода имени А. А. Жданова (Завод № 190), с 1938 года главный конструктор проекта 30.
В 1942 году переведен в ЦКБ-17 (филиал на Северной верфи). В 1945 году числится как главный конструктор проекта завода № 201 (Севастополь).
С апреля 1946 года работал в ЦКБ-53 (Северное проектно-конструкторское бюро) (выделившемся из ЦКБ-17), с 1947 года главный конструктор проекта 30К. В 1947—1950 годах по его проекту было построено 10 эсминцев.
С 1951 года заместитель главного конструктора по проекту 56.

## Признание
- Сталинская премия первой степени (1951) — за работу в области техники
- Орден Отечественной войны II степени (6.05.1945).